# 篠崎ポニーランド

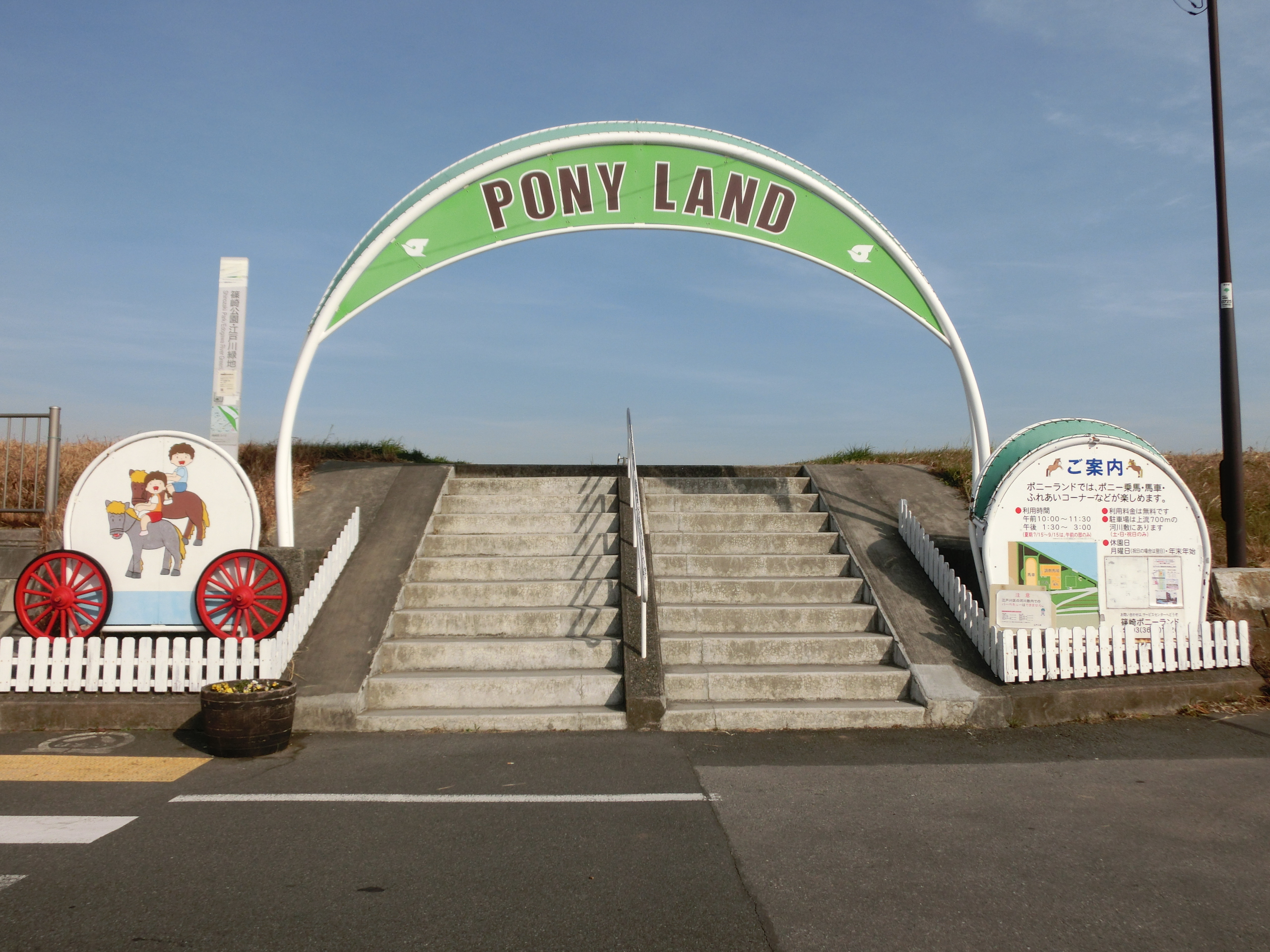
篠崎ポニーランド入口

篠崎ポニーランド（しのざきポニーランド）とは、東京都江戸川区にあるレジャー施設である。

## 概要
1975年（昭和50年）に開園した。江戸川の河川敷にあり、小学生以下はポニーに乗馬できる。そのほか、馬車への乗車、ポニーへの餌やりなどもできる。また、ヤギやミニブタと触れ合えるスペースもある。敷地面積は17756平方メートル。
ポニーへの餌やり体験は、乗馬時間の終了後から16:00まで受け付けている。餌のニンジンは5本100円、先着20カップまで。
また花畑もあり、春にはポピー、秋にはコスモスが咲く。
2025年（令和7年）、開園から50周年を迎えた。

## 営業日・アクセス
休業日は月曜日、年末年始。月曜日が休日の場合は翌日が休みとなる。
アクセス
都営新宿線 篠崎駅　徒歩15分
京成バス「ポニーランド」バス停下車、徒歩3分
京葉道路　篠崎出口より車で3分
また、土曜日、日曜日、祝休日のみ、無料の臨時駐車場（300台）が利用できる。

## 併設する施設
- 江戸川区子ども未来館
- 篠崎子ども図書館
- 庚申塔　「青面金剛」の文字が刻まれた道標。[5]